# Pokémon: Czerń – Victini i Reshiram oraz Biel – Victini i Zekrom
Pokémon: Czerń – Victini i Reshiram (jap. 劇場版ポケットモンスター ベストウイッシュ ビクティニと白き英雄 レシラム Gekijōban poketto monsutā besutō isshu bikutini to shiroki eiyū reshiramu) oraz Pokémon: Biel – Victini i Zekrom (jap. 劇場版ポケットモンスター ベストウイッシュ ビクティニと黒き英雄 ゼクロム Gekijōban poketto monsutā besutō isshu bikutini to kuroki eiyū zekuromu) – dwie wersje czternastego filmu o Pokémonach na podstawie anime Pokémon, których premiera w Japonii odbyła się 16 lipca 2011 roku. W Polsce premiera filmu Czerń – Victini i Reshiram odbyła się na kanale Disney XD 27 maja 2012 roku o 12:30. Obie wersje zostały wydane na DVD przez TiM Film Studio 25 października 2012 roku. 

## Dubbing
| Postać   | Japoński dubbing   |
| -------- | ------------------ |
| Ash      | Rica Matsumoto     |
| Pikachu  | Ikue Ōtani         |
| Iris     | Aoi Yūki           |
| Cilan    | Mamoru Miyano      |
| Jessie   | Megumi Hayashibara |
| James    | Shin'ichiro Miki   |
| Meowth   | Inuko Inuyama      |
| Narrator | Unshō Ishizuka     |

## Wersja polska
Wersja polska: SDI Media Polska

Reżyseria i dźwięk: Adam Łonicki

Dialogi i teksty piosenek: Anna Wysocka

Montaż dźwięku: SDI Media Polska

Montaż i edycja wideo: Jakub Mech, Mateusz Woźniczka

Kierownictwo produkcji: Anita Ucińska i Paweł Przedlacki

Udział wzięli:
- Hanna Kinder-Kiss − Ash
- Justyna Bojczuk − Iris
- Robert Kuraś − Cilan
- Kamil Kula − Damon
- Anna Apostolakis-Gluzińska − Juanita
- Julia Chatys − Carlita
- Piotr Bąk − Mannes
- Izabela Dąbrowska − Jessie
- Magdalena Kusa − Luisa
- Mirosław Wieprzewski − Meowth
- Jarosław Budnik − James
- Franciszek Dziduch − Luis
- Leszek Filipowicz − stary król
- Mikołaj Roznerski − Reshiram
- Paweł Szczesny − Zekrom
- Julia Kołakowska-Bytner − Glacine
- Mikołaj Klimek − Narrator
- Bartosz Martyna − 
  - Ravine,
  - sędzia w pojedynku Tepiga z Samurottem

Wykonanie piosenek:
- „Black and White Theme”: Ewa Broczek, Marcin Koczot
- „Follow Your Star (Truth Mix)”: Ewelina Kordy
- „Follow Your Star (Ideals Mix)”: Krzysztof Kubiś